# Metal Ligaen 2013/14
Die Metal Ligaen-Saison 2013/14 war die 57. Spielzeit seit Gründung der Metal Ligaen, der höchsten Spielklasse im dänischen Eishockey. SønderjyskE Ishockey wurde zum insgesamt achten Mal Dänischer Meister und verteidigte damit seinen Titel aus der Vorsaison.

## Teilnehmer
| Klub                      | Standort      | Vorjahr     | Play-offs     |
| ------------------------- | ------------- | ----------- | ------------- |
| Aalborg Pirates           | Aalborg       | 5.          | Halbfinale    |
| Esbjerg Energy            | Esbjerg       | 8.          | Viertelfinale |
| Frederikshavn White Hawks | Frederikshavn | 7.          | Viertelfinale |
| Herlev Eagles             | Herlev        | 6.          | Viertelfinale |
| Herning Blue Fox          | Herning       | 3.          | Meister       |
| Odense Bulldogs           | Odense        | 2.          | Vizemeister   |
| Rødovre Mighty Bulls      | Rødovre       | 4.          | Viertelfinale |
| Rungsted Ishockey         | Rungsted      | 1. division | –             |
| SønderjyskE Ishockey      | Haderslev     | 1.          | Halbfinale    |

## Modus
In der Hauptrunde absolvieren die neun Mannschaften jeweils 40 Spiele. Für einen Sieg nach regulärer Spielzeit erhält jede Mannschaft drei Punkte, für einen Sieg nach Overtime zwei Punkte, bei einer Niederlage nach Overtime gibt es einen Punkt und bei einer Niederlage nach regulärer Spielzeit null Punkte. Die acht bestplatzierten Mannschaften qualifizieren  sich für das Play-off-Viertelfinale. In den ersten beiden Playoff-Runden dürfen die Mannschaften in der Reihenfolge ihrer Abschlussplatzierungen ihren Playoff-Gegner aussuchen, wobei der Erstplatzierte zuerst seinen Gegner wählen darf. Alle Play-off-Spiele vom Viertelfinale bis hin zum Finale werden im Modus Best-of-Seven ausgetragen.

## Hauptrunde

### Tabelle
|    | Klub                      | Sp | S  | OTS | OTN | N | T   | GT  | Punkte |
| -- | ------------------------- | -- | -- | --- | --- | - | --- | --- | ------ |
| 1. | SønderjyskE Ishockey      | 40 | 28 | 3   | 1   | 8 | 159 | 85  | 91     |
| 2. | Herning Blue Fox          | 40 | 25 | 4   | 4   | 7 | 127 | 69  | 87     |
| 3. | Aalborg Pirates           | 40 | 23 | 12  | 2   | 3 | 150 | 109 | 76     |
| 4. | Frederikshavn White Hawks | 40 | 19 | 11  | 5   | 5 | 135 | 117 | 72     |
| 5. | Esbjerg Energy            | 40 | 17 | 18  | 1   | 4 | 122 | 131 | 57     |
| 6. | Odense Bulldogs           | 40 | 14 | 22  | 1   | 3 | 102 | 123 | 47     |
| 7. | Rødovre Mighty Bulls      | 40 | 11 | 24  | 5   | 0 | 102 | 134 | 43     |
| 8. | Herlev Eagles             | 40 | 11 | 24  | 2   | 3 | 76  | 114 | 40     |
| 9. | Rungsted Ishockey         | 40 | 8  | 30  | 1   | 1 | 86  | 177 | 27     |

Sp = Spiele, S = Siege, N = Niederlagen, OTS = Overtime-Siege, OTN = Overtime-Niederlage

### Beste Scorer
Abkürzungen: Sp = Spiele, T = Tore, V = Assists, Pkt = Punkte, SM = Strafminuten; Fett:  Bestwert
| Spieler         | Team                 | SP | T  | V  | Pkt | SM |
| --------------- | -------------------- | -- | -- | -- | --- | -- |
| Alex Leavitt    | Aalborg Pirates      | 32 | 22 | 39 | 61  | 28 |
| Brent Walton    | SønderjyskE Ishockey | 40 | 26 | 30 | 56  | 18 |
| Cory Quirk      | SønderjyskE Ishockey | 38 | 25 | 31 | 56  | 68 |
| Kasper Degn     | Aalborg Pirates      | 35 | 13 | 41 | 54  | 16 |
| Thomas Spelling | SønderjyskE Ishockey | 40 | 24 | 27 | 51  | 20 |
| Lasse Lassen    | Herning Blue Fox     | 40 | 24 | 26 | 50  | 16 |
| Mark Derlago    | Aalborg Pirates      | 33 | 25 | 24 | 49  | 77 |
| Colin Vock      | Esbjerg Energy       | 40 | 27 | 20 | 47  | 47 |
| Tomas Petruska  | Herning Blue Fox     | 40 | 20 | 26 | 46  | 26 |
| Kirill Starkov  | Esbjerg Energy       | 31 | 12 | 33 | 45  | 20 |

## Playoffs

### Playoff-Baum
|  | Viertelfinale | Viertelfinale             | Viertelfinale |  |  | Halbfinale | Halbfinale                | Halbfinale |  |  | Finale           | Finale                    | Finale           |
|  |               |                           |               |  |  |            |                           |            |  |  |                  |                           |                  |
|  | 1             | SønderjyskE Ishockey      | 4             |  |  |            |                           |            |  |  |                  |                           |                  |
|  | 5             | Esbjerg Energy            | 1             |  |  |            |                           |            |  |  |                  |                           |                  |
|  |               |                           |               |  |  | 1          | SønderjyskE Ishockey      | 4          |  |  |                  |                           |                  |
|  |               |                           |               |  |  | 3          | Aalborg Pirates           | 0          |  |  |                  |                           |                  |
|  | 3             | Aalborg Pirates           | 4             |  |  |            |                           |            |  |  |                  |                           |                  |
|  | 7             | Rødovre Mighty Bulls      | 3             |  |  |            |                           |            |  |  |                  |                           |                  |
|  |               |                           |               |  |  |            |                           |            |  |  | 1                | SønderjyskE Ishockey      | 4                |
|  |               |                           |               |  |  |            |                           |            |  |  | 2                | Herning Blue Fox          | 3                |
|  | 2             | Herning Blue Fox          | 4             |  |  |            |                           |            |  |  |                  |                           |                  |
|  | 8             | Herlev Eagles             | 0             |  |  |            |                           |            |  |  |                  |                           |                  |
|  |               |                           |               |  |  | 2          | Herning Blue Fox          | 4          |  |  |                  |                           |                  |
|  |               |                           |               |  |  | 4          | Frederikshavn White Hawks | 0          |  |  | Spiel um Platz 3 | Spiel um Platz 3          | Spiel um Platz 3 |
|  | 4             | Frederikshavn White Hawks | 4             |  |  |            |                           |            |  |  | 3                | Odense Bulldogs           | 1                |
|  | 6             | Odense Bulldogs           | 1             |  |  |            |                           |            |  |  | 4                | Frederikshavn White Hawks | 2                |

### Viertelfinale
Die Viertelfinalspiele fanden vom 7. bis 21. März 2014 statt.
|                           |   |                      | Serie | 1         | 2         | 3         | 4   | 5   | 6   | 7   |
| ------------------------- | - | -------------------- | ----- | --------- | --------- | --------- | --- | --- | --- | --- |
| SønderjyskE Ishockey      | – | Esbjerg Energy       | 4:1   | 1:0 n. V. | 4:1       | 2:3 n. V. | 2:1 | 5:1 |     |     |
| Herning Blue Fox          | – | Herlev Eagles        | 4:0   | 6:1       | 5:0       | 1:0       | 5:2 |     |     |     |
| Aalborg Pirates           | – | Rødovre Mighty Bulls | 4:3   | 3:1       | 2:3 n. V. | 1:4       | 1:0 | 3:1 | 0:3 | 2:0 |
| Frederikshavn White Hawks | – | Odense Bulldogs      | 4:1   | 5:1       | 3:1       | 3:5       | 6:3 | 8:3 |     |     |

### Halbfinale
Die Halbfinalspiele fanden vom 25. März bis 1. April 2014 statt.
|                      |   |                           | Serie | 1   | 2         | 3   | 4   | 5 | 6 | 7 |
| -------------------- | - | ------------------------- | ----- | --- | --------- | --- | --- | - | - | - |
| SønderjyskE Ishockey | – | Aalborg Pirates           | 4:0   | 7:2 | 4:1       | 5:1 | 4:1 |   |   |   |
| Herning Blue Fox     | – | Frederikshavn White Hawks | 4:0   | 6:2 | 2:1 n. V. | 4:1 | 4:2 |   |   |   |

### Spiele um Platz 3
Die Spiele um Platz 3 wurden in zwei Spielen mit Hin- und Rückspiel ausgetragen und fanden am 4. und 5. April 2014 statt.
|                 |   |                           | Serie | 1   | 2   |
| --------------- | - | ------------------------- | ----- | --- | --- |
| Aalborg Pirates | – | Frederikshavn White Hawks | 8:12  | 4:8 | 4:4 |

### Finale
Die Finalspiele fanden vom 4. bis 18. April 2014 statt.
|                      |   |                  | Serie | 1         | 2   | 3   | 4   | 5   | 6   | 7   |
| -------------------- | - | ---------------- | ----- | --------- | --- | --- | --- | --- | --- | --- |
| SønderjyskE Ishockey | – | Herning Blue Fox | 4:3   | 3:4 n. V. | 1:3 | 2:1 | 3:2 | 6:1 | 1:4 | 4:2 |

## Kader des dänischen Meisters
| Dänischer Meister SønderjyskE Ishockey | Torhüter: Thomas Lillie, Alfie Michaud Verteidiger: Daryl Andrews, Michael Eskesen, Daniel Galbraith, Tyler Gotto, Daniel Hansen, Anders Overmark Larsen, Anssi Rantanen, Marc Sørensen Angreifer: Patrick Asselin, Martin Eskildsen, Anders Førster, Steffen Frank, Mads Lund, Kim Lykkeskov, Søren Dau Mortensen, Henrik Nielsen, Cory Quirk, Morten Skov, Thomas Spelling, Jason Walters, Brent Walton Trainerstab: Dan Ceman, Chris Straube |

## Auszeichnungen

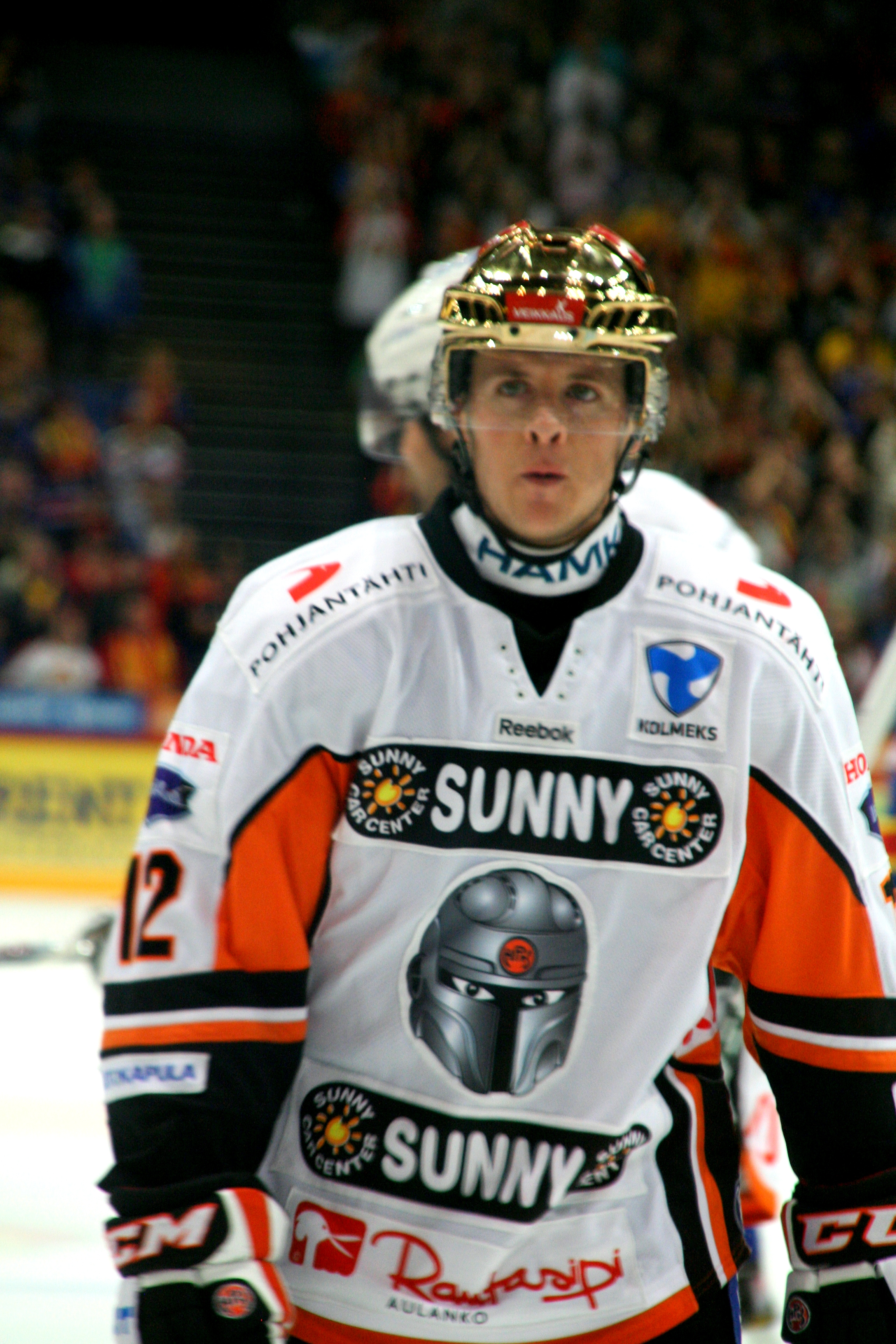
Alex Leavitt wurde ins Second All-Star Team gewählt

In die All-Star Teams wurden folgende Spieler gewählt:
| All-Star Team      |                    |                    |                           |
| Torhüter           |                    |                    |                           |
| Slowakei           | Ľuboš Pisár        | Ľuboš Pisár        | Herning Blue Fox          |
| Verteidiger        |                    |                    |                           |
| Schweden           | Alexander Ytterell | Alexander Ytterell | Frederikshavn White Hawks |
| Vereinigte Staaten | Mitch Ganzak       | Mitch Ganzak       | Herning Blue Fox          |
| Angreifer          |                    |                    |                           |
| Slowakei           | Tomas Petruska     | LW                 | Herning Blue Fox          |
| Vereinigte Staaten | Cory Quirk         | C                  | SønderjyskE Ishockey      |
| Danemark           | Lasse Lassen       | RW                 | Herning Blue Fox          |

| Second All-Star Team |                  |                  |                      |
| Torhüter             |                  |                  |                      |
| Lettland             | Ervīns Muštukovs | Ervīns Muštukovs | Esbjerg Energy       |
| Verteidiger          |                  |                  |                      |
| Danemark             | Rasmus Nielsen   | Rasmus Nielsen   | Herning Blue Fox     |
| Schweden             | Henric Nordin    | Henric Nordin    | Herlev Eagles        |
| Angreifer            |                  |                  |                      |
| Danemark             | Kasper Degn      | LW               | Aalborg Pirates      |
| Kanada               | Alex Leavitt     | C                | Aalborg Pirates      |
| Danemark             | Thomas Spelling  | RW               | SønderjyskE Ishockey |

- Spieler des Jahres –
- Rookie des Jahres –